# Bionic Woman
Bionic Woman ist eine US-amerikanische Fernsehserie. Sie wurde 2007 auf dem Fernsehsender NBC ausgestrahlt, erstmals in Deutschland lief sie vom 3. März bis 21. April 2010 auf RTL II. Bionic Woman ist ein Remake der Fernsehserie Die Sieben-Millionen-Dollar-Frau (1976–78) und basiert auf dem Roman Cyborg von Martin Caidin.

## Handlung
Seit dem Tod ihrer Mutter kümmert sich Barkeeperin Jaime Sommers mehr schlecht als recht um ihre jüngere Schwester Becca. Als sie mit ihrem Freund Will Anthros im Auto unterwegs ist, wird sie beinahe getötet. Schwer verletzt bringt Will sie in sein geheimes Labor und rettet ihr mit Hilfe der Bionik das Leben. Sie erhält bionische Prothesen, die sie stärker und schneller machen. Ausgetauscht werden ihr rechter Arm, beide Beine, das rechte Auge und Ohr. Nanotechnische Anthrocyten beschleunigen ihre Heilung. Doch die neue Technologie bringt auch negative Folgen mit sich: bereits kurz nach ihrer Genesung wird Will von Sarah Corvus, der ersten „Bionic Woman“, getötet. Jaime Sommers arbeitet von nun an für die geheime Regierungsorganisation „Berkut Group“, die die Technologie zur Verfügung stellte. Diese Organisation kümmert sich um Terrorabwehr und experimentiert mit der noch nicht ganz ausgereiften Technologie. Jaime Summers misstraut ihren Auftraggebern und ihrem Chef Jonas Bledsoe, ihr bleibt jedoch keine Wahl als für die Organisation zu arbeiten. Dabei versucht sie ihre Geheimidentität vor ihrer Schwester geheim zu halten. Sarah Corvus, die von der Bionik fast wahnsinnig wurde, sehnt sich währenddessen nach Heilung, kämpft aber mit allen Mitteln gegen die Berkut Group und versucht Jaime als Verbündete zu gewinnen.

## Hintergrundinfos
Pläne für ein Remake des Ablegers von Der Sechs-Millionen-Dollar-Mann existierten bereits um 2002. Die Schwestern Jennifer Todd und Suzanne Todd (Produzentinnen von unter anderem Austin Powers und Across the Universe) versuchten zunächst die Serie auf USA Network herauszubringen und Jennifer Aniston für die Hauptrolle zu gewinnen. Das Projekt schlief jedoch ein, bis NBC 2006 die Serie ankündigte. David Eick wurde als neuer Produzent verpflichtet und Laeta Kalogridis (Birds of Prey) schrieb das Drehbuch der ersten Folgen. Da aber nur die Rechte der Originalserie Die Sieben-Millionen-Dollar-Frau gekauft wurden, die Rechte der Romanvorlage Cyborg von Martin Caidin und die der Serie Der Sechs-Millionen-Dollar-Mann aber anderen Parteien gehörten, mussten wichtige Elemente der Vorlage wegfallen. Lediglich der Name der Hauptperson und die „bionischen Kräfte“ konnten von der Vorlage übernommen werden.
Die Produktion verzögerte sich dann durch einen Großstreik der Writers Guild of America, East. Die abgedrehten acht Episoden wurden ausgestrahlt. Obwohl NBC zunächst ankündigte weitere Episoden zu produzieren, wurde die Serie nach der ersten Staffel auf Grund der schlechten Quoten eingestellt.

## Besetzung
| Rolle          | Darsteller        | Deutsche Synchronstimme |
| -------------- | ----------------- | ----------------------- |
| Jaime Sommers  | Michelle Ryan     | Sonja Spuhl             |
| Jonas Bledsoe  | Miguel Ferrer     | Lutz Mackensy           |
| Sarah Corvus   | Katee Sackhoff    | Katrin Fröhlich         |
| Becca Sommers  | Lucy Hale         | Marie-Luise Schramm     |
| Jae Kim        | Will Yun Lee      | Tommy Morgenstern       |
| Nathan         | Kevin Rankin      | Wanja Gerick            |
| Antonio Pope   | Isaiah Washington | Johannes Berenz         |
| Ruth Treadwell | Molly Price       | Martina Treger          |

## Episodenliste
| Nummer (gesamt) | Nummer (Staffel) | Originaltitel                  | Deutscher Titel              | Erstausstrahlung (NBC) | Erstausstrahlung (RTL II) |
| 01              | 01               | Second Chances                 | Die 50-Millionen-Dollar-Frau | 26. September 2007     | 3. März 2010              |
| 02              | 01               | Paradise Lost                  | Giftgasanschlag              | 3. Oktober 2007        | 10. März 2010             |
| 03              | 01               | Sisterhood                     | Schwesterliebe               | 10. Oktober 2007       | 17. März 2010             |
| 04              | 01               | Faceoff                        | Konfrontation                | 17. Oktober 2007       | 24. März 2010             |
| 05              | 01               | The Education of Jaime Sommers | Neurochips und neue Liebe    | 24. Oktober 2007       | 31. März 2010             |
| 06              | 01               | The List                       | Rendezvous in Paris          | 7. November 2007       | 7. April 2010             |
| 07              | 01               | Trust Issues                   | Eine Frage des Vertrauens    | 14. November 2007      | 14. April 2010            |
| 08              | 01               | Do Not Disturb                 | Familienausflug              | 28. November 2007      | 21. April 2010            |

## Trivia
Neben Katee Sackhoff spielen in Bionic Woman noch drei weitere Schauspieler, die bereits in Battlestar Galactica zu sehen waren: Mark Sheppard, Aaron Douglas und Callum Keith Rennie.